# Gonomyia guayaquilensis
Gonomyia guayaquilensis är en tvåvingeart som beskrevs av Alexander 1938. Gonomyia guayaquilensis ingår i släktet Gonomyia och familjen småharkrankar.
Artens utbredningsområde är Ecuador. Inga underarter finns listade i Catalogue of Life.